# BV Osterfeld
Der BV Osterfeld (vollständiger Name: Ballspielverein Osterfeld 1919 e. V.) ist ein Sportverein aus dem Oberhausener Stadtteil Osterfeld. Der Verein spielte ein Jahr in der damals zweitklassigen II. Division und war 1960 Deutscher Vizemeister der Amateure.

## Geschichte
Der in der Siedlung Stemmersberg beheimatete Verein wurde im Jahre 1919 als Germania Osterfeld gegründet und änderte seinen Namen zunächst in BV Klosterhardt und danach in BV Osterfeld. Zwischen 1944 und 1945 bildete der Verein eine Kriegsspielgemeinschaft mit der Spielvereinigung Sterkrade 06/07, die sich KSG Osterfeld-Sterkrade nannte. 
Der sportliche Aufschwung begann mit der Jahreshauptversammlung 1947, als der Steinmetz Arnold Germar den Vereinsvorsitz übernahm. 1950 wurde die A-Jugend nach einer Finalniederlage gegen Union Gelsenkirchen westdeutscher Vizemeister. Im Jahre 1954 stieg der BVO in die Landesliga, zwei Jahre später in die Verbandsliga Niederrhein auf. Mit zwei Punkten Vorsprung auf den VfB Lohberg wurden die Osterfelder 1960 Niederrheinmeister. 
In der anschließenden Aufstiegsrunde zur II. Division setzte sich der BVO gegen die Vereine BV Selm und Baesweiler 09 durch und schaffte den Sprung in die zweithöchste Spielklasse. Außerdem qualifizierten sich die Osterfelder für die deutsche Amateurmeisterschaft, wo der BVO die Amateure des 1. FC Kaiserslautern im Halbfinale mit 2:0 schlug. Im Finale trafen die Oberhausener im Herforder Jahnstadion auf die Amateure von Hannover 96. Das Spiel endete 1:1 nach Verlängerung.
Da es zur damaligen Zeit noch kein Elfmeterschießen gab, wurde drei Tage später erneut in Herford ein Wiederholungsspiel ausgetragen, welches Hannover mit 3:0 gewann. In der Zweitligasaison 1960/61 war der BVO jedoch chancenlos und stieg mit zwölf Punkten Rückstand auf einen Nichtabstiegsplatz wieder ab. Nach drei Jahren in der Verbandsliga musste der BVO 1964 zurück in die Landesliga. Zwar gelang der sofortige Wiederaufstieg, dennoch konnte sich die Mannschaft nur bis 1968 in der Verbandsliga halten. 
Im Jahre 1974 stieg der BVO in die Bezirksliga ab und verlor seine Vormachtstellung im Osterfelder Fußball an den Lokalrivalen SV Adler. Nach dem Abstieg im Jahre 2014 trat der BVO drei Jahre in der Kreisliga C, der untersten Spielklasse, an. Im Jahre 2017 stiegen die Osterfelder in die Kreisliga B auf, bevor sechs Jahre später der Sprung in die Kreisliga A gelang.

## Persönlichkeiten
- Ludwig Bartholot
- Karl Klug
- Lothar Kobluhn
- Willi Minnich
- Péter Szabó
- Franz „Bubi“ Wolny